# Rạp chiếu phim Kijów

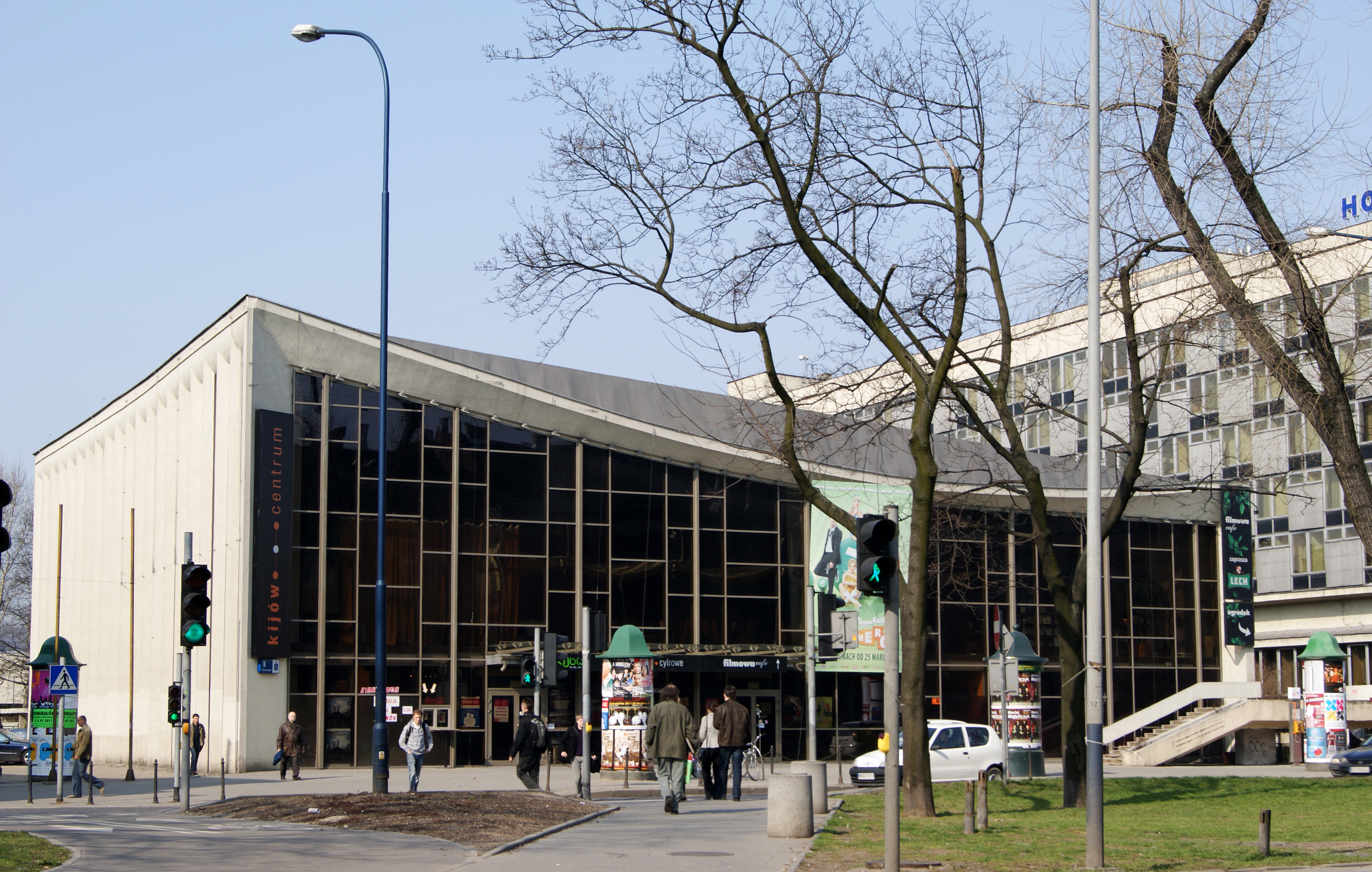
Rạp chiếu phim Kijów Centrum (2011)

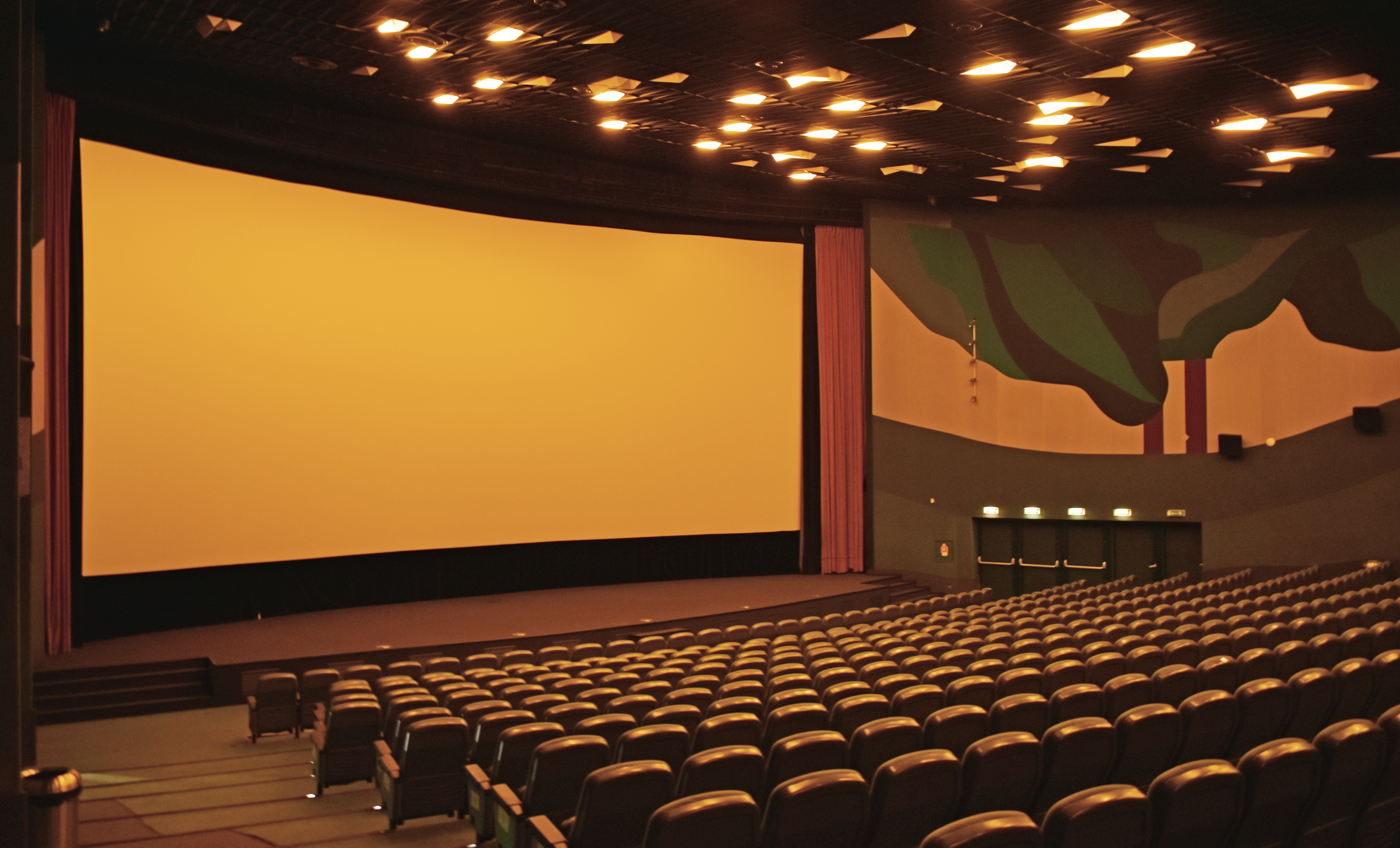
Khán phòng lớn của Rạp Kijów Centrum (2018)

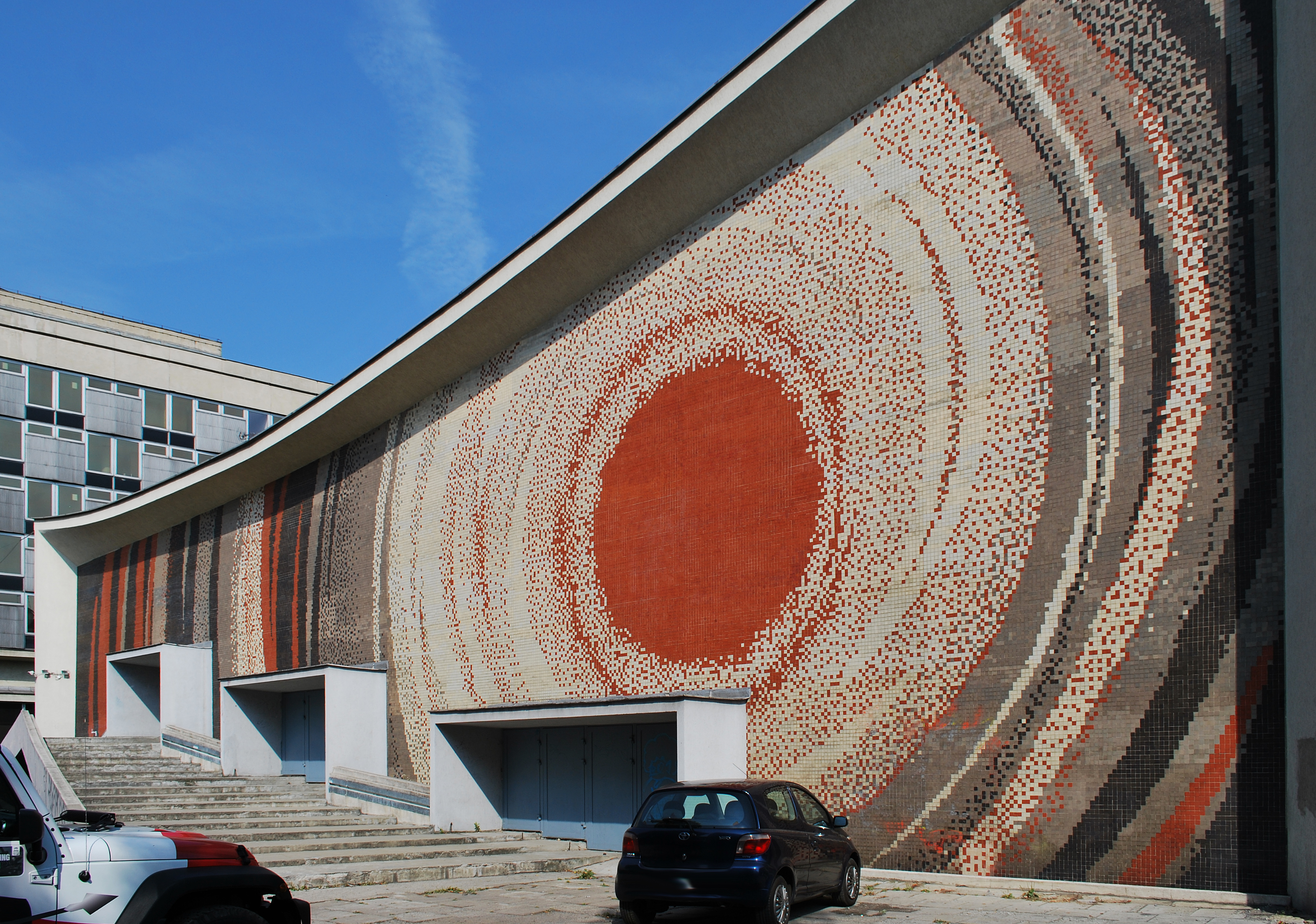
Bức tranh khảm được Witold Cęckiewicz thiết kế vào năm 1965 nằm ở mặt tiền phía Tây của Rạp Kijów Centrum (2016)

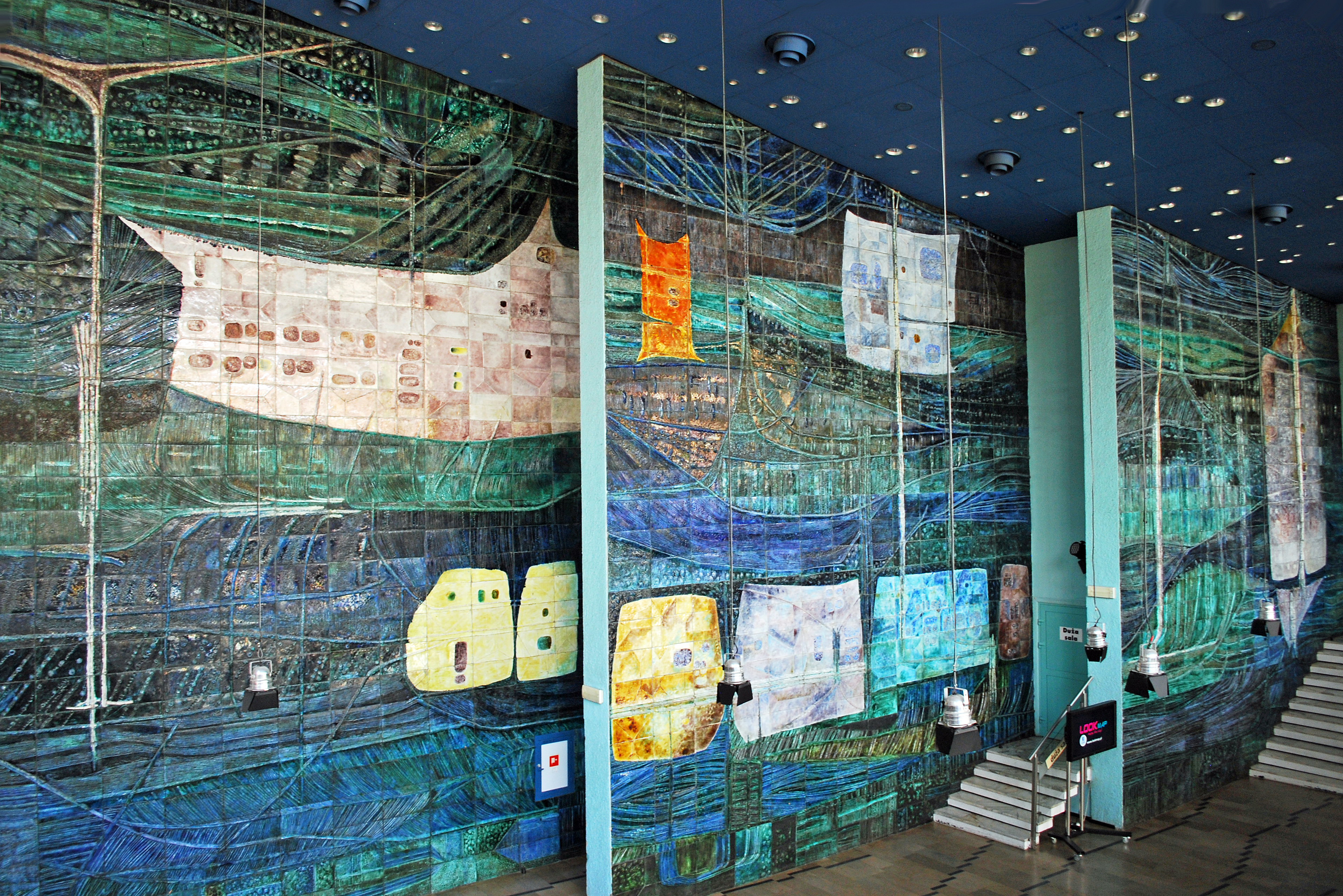
Bức tranh khảm được Krystyna Zgud-Strachocka thiết kế vào năm 1965 nằm ở tiền sảnh của Rạp Kijów Centrum (2016)

Rạp chiếu phim Kijów (tiếng Ba Lan: Kino „Kijów”) - nay là Rạp chiếu phim Kijów Centrum (Kijów.Centrum) là một trong những rạp chiếu phim lâu đời ở Kraków, bắt đầu hoạt động từ năm 1967. Rạp chiếu phim tọa lạc tại số 34 Đại lộ Zygmunta Krasińskiego, Kraków, Ba Lan.

## Lịch sử
- Năm 1962: Rạp chiếu phim Kijów bắt đầu được xây dựng. Tòa nhà được kiến trúc sư Witold Cęckiewicz thiết kế và nội thất được Krystyna Zgud-Strachocka thiết kế. Khán phòng được thiết kế có sức chứa 960 khán giả.
- Ngày 6 tháng 11 năm 1967: Đúng dịp kỷ niệm 50 năm Cách mạng Tháng Mười, Rạp chiếu phim khai trương và công chiếu bộ phim sử thi Chiến tranh và Hòa bình của Liên Xô do Sergei Bondarchuk đạo diễn (bộ phim được chuyển thể từ tiểu thuyết cùng tên của Lev Tolstoy).
- 1968-1990: Liên hoan Phim Tài liệu và Phim ngắn Kraków (sau này đổi tên là Liên hoan phim Kraków) được tổ chức ở đây.
- 2005-2008: Rạp chiếu phim Kijów tiến hành cải tạo và tân trang trang thiết bị toàn diện. Do đó, tòa nhà hiện nay bao gồm: Khán phòng lớn (828 chỗ), Phòng VIP 1 (31 chỗ), Phòng VIP 2 (37 chỗ), hội trường nhỏ (22 chỗ) và một phòng câu lạc bộ. Để làm nổi bật những thay đổi này, Rạp được đổi tên thành Rạp chiếu phim Kijów Centrum.

## Đánh giá
Rạp chiếu phim Kijów Centrum được đánh giá là một kiệt tác và nổi tiếng với 5 phòng được trang bị hiện đại chuyên nghiệp.

## Hoạt động
Rạp chiếu phim Kijów Centrum là một trung tâm giải trí: Bên cạnh các bộ phim, khán giả còn có thể thưởng thức các buổi biểu diễn ca nhạc, các vở opera, các buổi hòa nhạc và biểu diễn sân khấu. Các hội nghị, đại hội và khóa đào tạo cũng được tổ chức tại đây.

## Lễ hội
Đây là một trong những địa điểm tổ chức các lễ hội đẳng cấp quốc tế ở Kraków như:
- Liên hoan phim Kraków[5]
- Liên hoan phim độc lập OFF CAMERA[6]
- Liên hoan phim dành cho trẻ em[7]